# Stellwerck

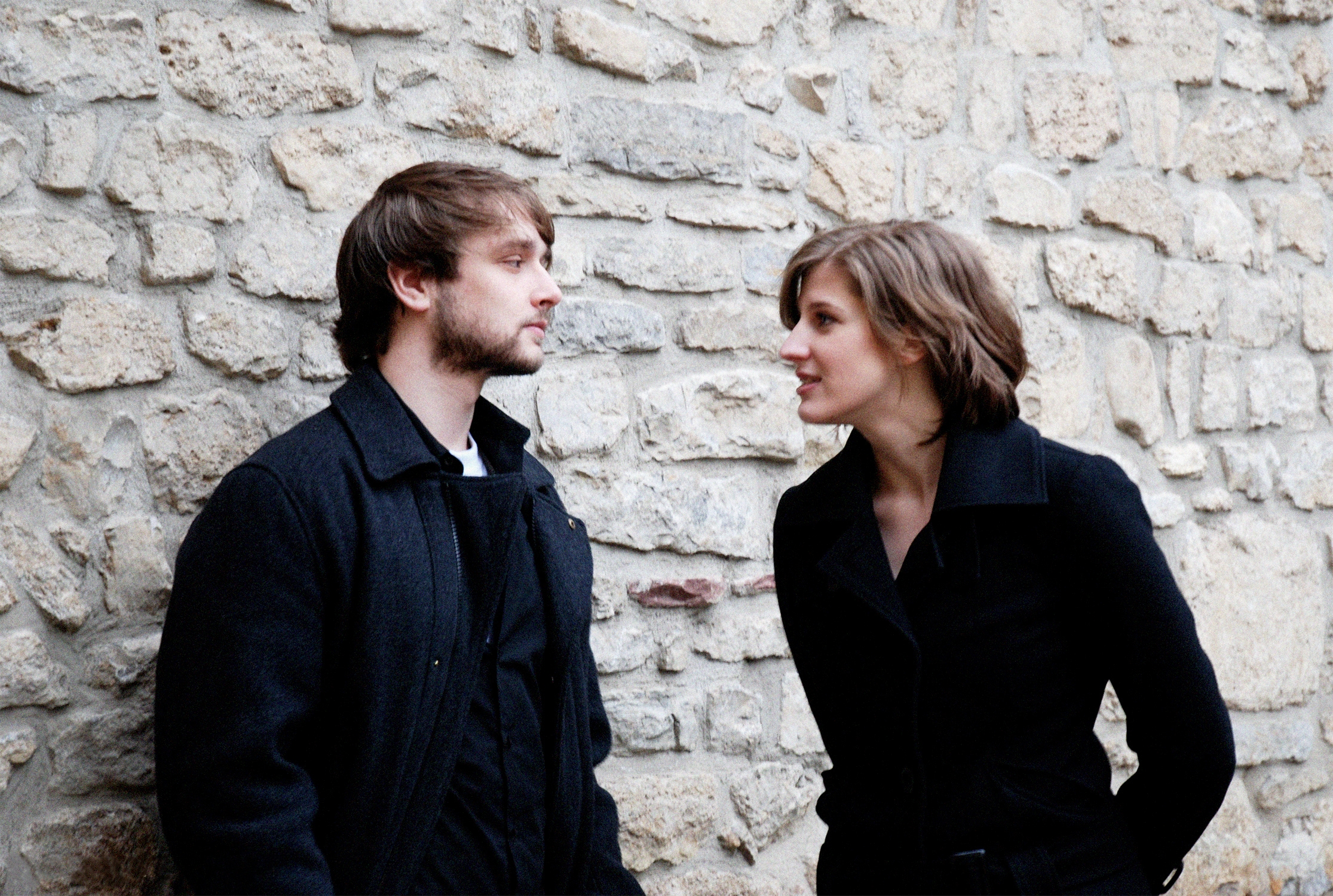
Michael Pfeuffer und Christine Ott

Stellwerck war ein deutscher Independent-Verlag und eine Agentur für Literaturvermittlung mit Sitz in Würzburg. Stellwerck verlegt junge, häufig unbekannte Autoren, unterstützt Laienschreiber bei ihrer Professionalisierung und vermittelt Auftrittsmöglichkeiten.

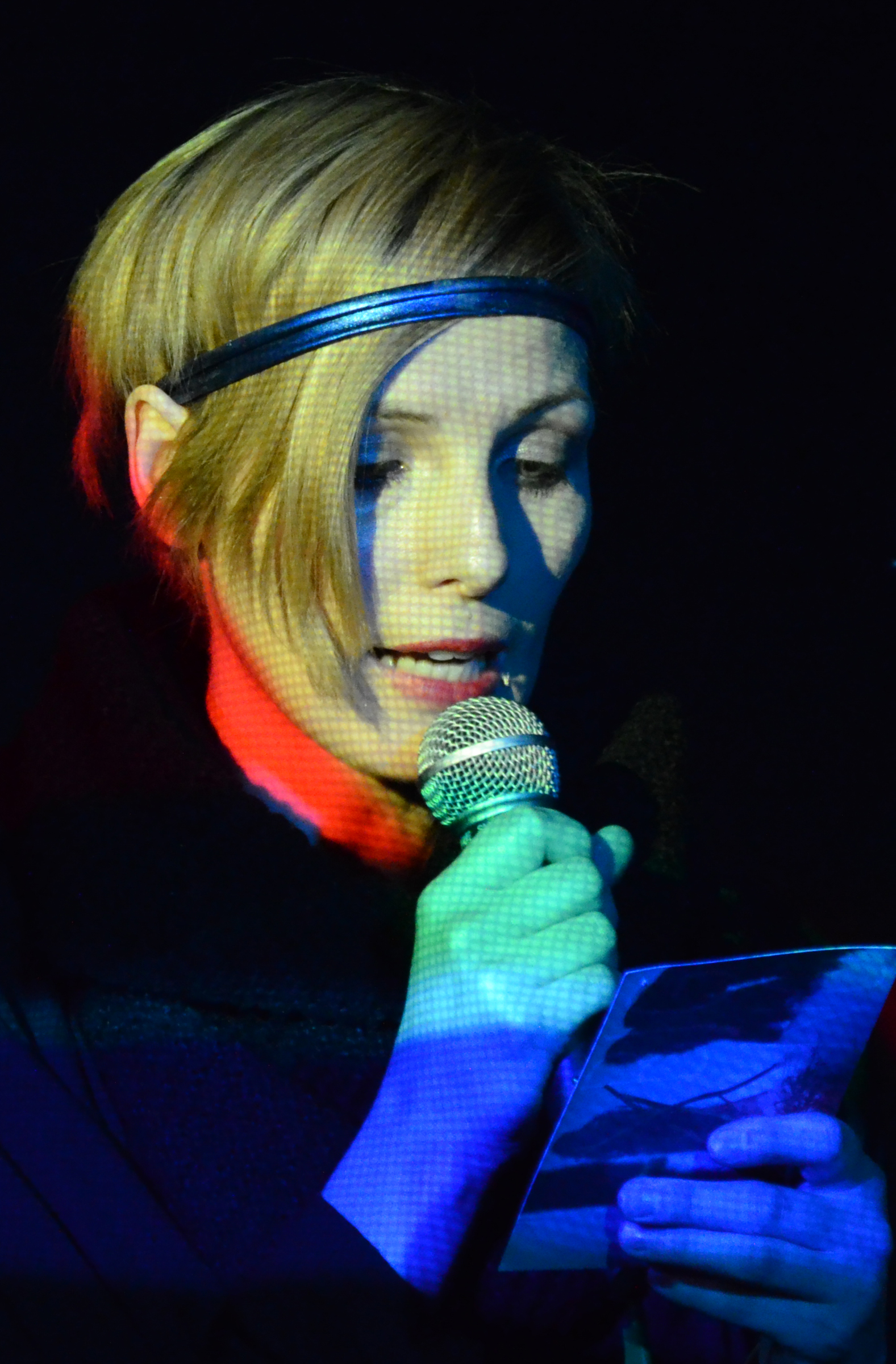
Pauline Füg (2012)

## Geschichte und Idee
Noch während des Studiums 2008 gründeten Christine Ott und Michael Pfeuffer den Verlag Stellwerck. Motivation war, für Nachwuchsautoren eine Plattform für erste Veröffentlichungen zu schaffen. Das Motto lautete zunächst Literatur von Studierenden für Studierende und war zum damaligen Zeitpunkt einzigartig in der Literaturlandschaft.
Anders als das Gros der Verlage erstellt Stellwerck sein Verlagsprogramm ausschließlich auf Grundlage der Manuskripte, die dem Verlag zugeschickt werden. Stellwerck-Bücher sollen so die thematische, formale und sprachliche Vielfalt junger Literatur unmittelbar abbilden. Auswahlkriterium ist nach Verlagsangaben allein die Textqualität und die literarische Innovation und Originalität eines Textes. Ob die Autorin oder der Autor gute Kontakte in den Literaturbetrieb hat, eine einschlägige Publikationsliste vorweisen kann oder eine aufregende Biografie, spiele für die Auswahl keine Rolle.
Unter dem Namen Stellwerck Agentur sind seit 2012 verstärkt Tätigkeiten hinzugekommen, die im Bereich Literaturvermittlung liegen.

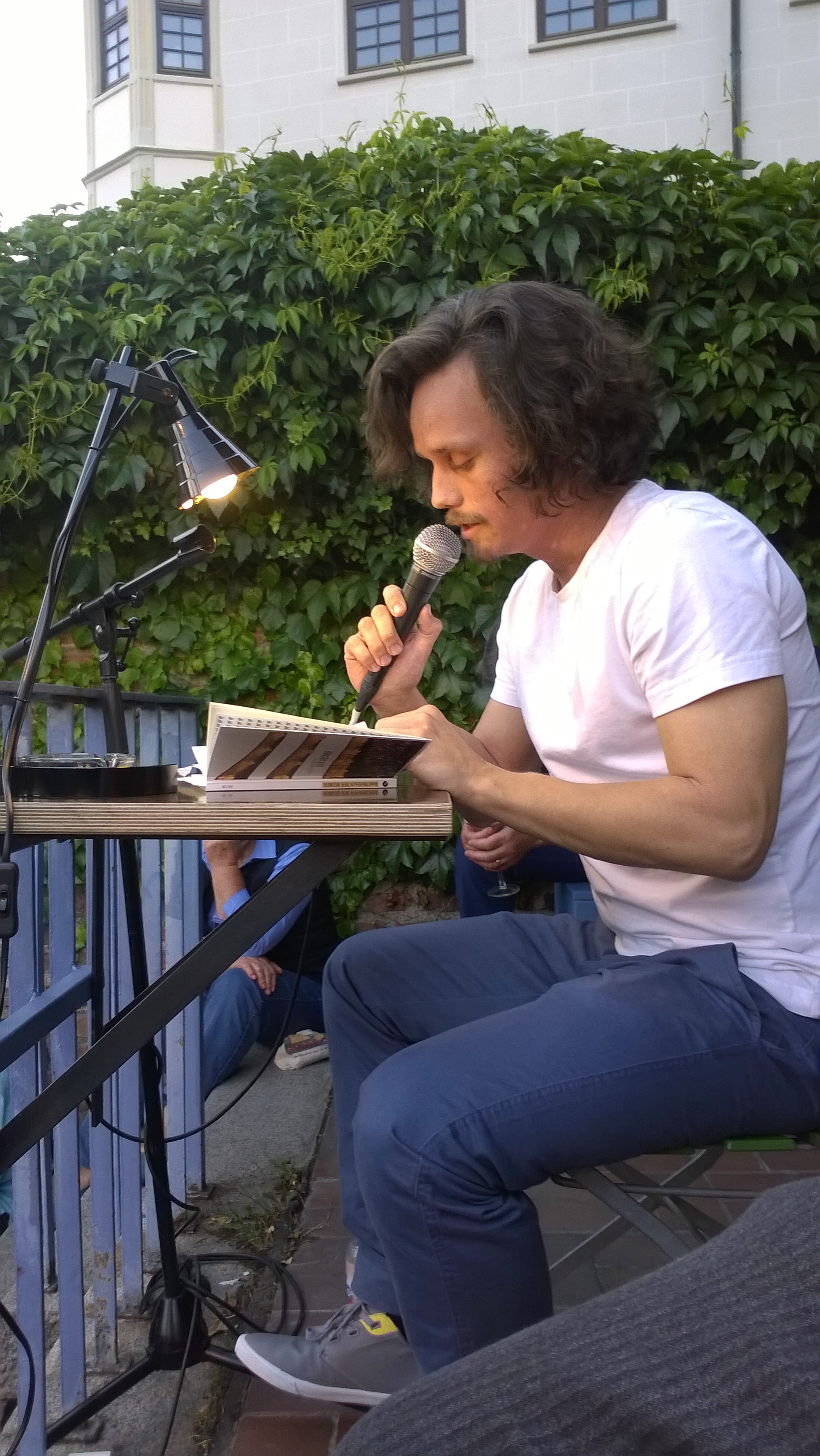
Axel Roitzsch (2014)

## Aktivitäten
Mit dem ersten Buch 2009 rief Stellwerck auch die stellwerck literaturbühne (damals im Standard, Würzburg) ins Leben, auf der sich Jungautoren vor Publikum ausprobieren können. Dieses Engagement hat Stellwerck intensiviert. Heute entwickelt, vermittelt und setzt Stellwerck vielfältige junge Formate der Literatur- und Kulturvermittlung um. Dazu zählen unter anderem Poetry-Slam-Workshops, bei denen Stellwerck-Autoren in Schulen vermittelt werden. Ein Beispiel ist der Poetry Slam-Workshop Perspektivenwechsel, bei dem der literaturdidaktische Ansatz Poetry Slam und interkulturelles Lernen zusammengebracht werden.
Seit November 2014 hat Stellwerck zusammen mit dem Verein KöR – Kunst im öffentlichen Raum die künstlerische Leitung der Villa Jungnikl, Würzburgs Haus für Literatur und junge Kunst, inne. Die Villa ist Auftritts-, Ausstellungsort und Workshopschule.
Veranstaltungen:
- Lesebühnen, Lesepartys, cross-over-Formate mit elektronischer Musik, Lesevernissagen
- Schreibworkshops und Poetry-Slam-Workshops
- Lehrerfortbildungen im Bereich Literaturvermittlung

Der räumliche Fokus liegt dabei auf Bayern und Würzburg.

## Bekannte Autoren des Verlags
- Florian L. Arnold: Preisträger der Literaturstiftung Bayern (2012)
- Oliver Berger
- Annika Blanke
- Pauline Füg: Preis der Bremer Netzresidenz und Förderpreis der Literaturstiftung Bayern (2010), Kulturpreis Bayern (2011)
- Nathalie Keigel
- Axel Roitzsch: Preisträger der Literaturstiftung Bayern (2010)

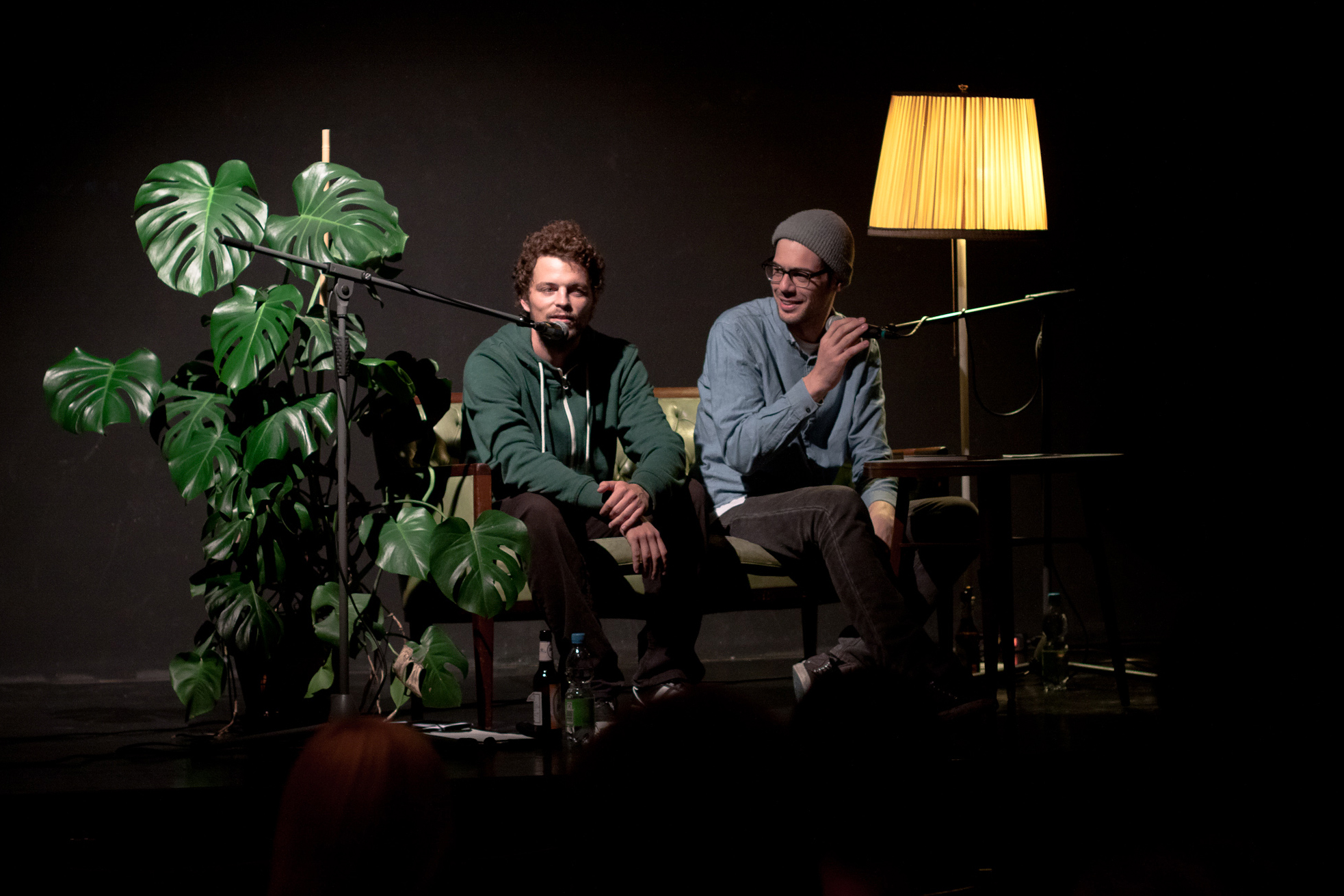
Oliver Berger und Stefan Schwinghammer, Lesetour Homecoming (2013)

- Stefan Schwinghammer

## Bekannte Beiträger
- Kenah Cusanit: Feldkircher Lyrikpreis (2010), Förderpreis der Literaturstiftung Bayern (2012)
- Heinz Helle: Preisträger der Literaturstiftung Bayern (2012), Ernst-Willner-Preis bei den Tagen der deutschsprachigen Literatur, Ingeborg-Bachmann-Wettbewerb (2013)
- Christian Ritter
- Tobias Roth

## Produkte
In der Reihe Stellwerck Lesebücher erschienen:
- Stellwerck Verlag (Hrsg.): Signalstärke: hervorragend. Stellwerck Lesebuch 1. 150 Seiten mit 10 Zeichnungen, französische Broschur. Würzburg: Stellwerck Verlag 2009 (ISBN 978-3-941949-00-3).
- Pauline Füg u. a.: Die Abschaffung des Ponys. Stellwerck Lesebuch 2. 150 Seiten, französische Broschur. Würzburg: Stellwerck Verlag 2011 (ISBN 978-3-941949-01-0).

In der Reihe Literatur Update erschienen:
- Literaturstiftung Bayern (Hrsg.): heute.gestern.morgen. Geschichten über den Stadtalltag. 120 Seiten, französische Broschur. Würzburg: Stellwerck Verlag 2012 (ISBN 978-3-941949-02-7).

Veröffentlichungen einzelner Autoren:
- Pauline Füg: Die Abschaffung des Ponys in der Doppelpublikation Pauline Füg u. a.: Die Abschaffung des Ponys. Stellwerck Lesebuch 2. 150 Seiten, französische Broschur. Würzburg: Stellwerck Verlag 2011 (ISBN 978-3-941949-01-0).
- Axel Roitzsch: Der Redner. Novelle. 96 Seiten, französische Broschur. Würzburg: Stellwerck Verlag 2014 (ISBN 978-3-941949-03-4).